# Texingtal
Texingtal è un comune austriaco di 1 613 abitanti nel distretto di Melk, in Bassa Austria. È stato istituito nel 1971 con la fusione dei comuni soppressi di Plankenstein, Sankt Gotthard e Texing; capoluogo comunale è Texing.
Ha dato i natali al cancelliere, ucciso dai nazisti, Engelbert Dollfuss.